# Veneno (álbum de Tako)
Veneno es el octavo álbum del grupo español Tako, procedente de Ejea de los Caballeros, Zaragoza. 
Producido por Toni Pastor y distribuido por AZ Records, este disco grabado en los estudios Swing de Palma de Mallorca, marcó un cambio en el estilo de Tako, notándose más madurez en sus letras.

## Lista de canciones
1. Entre las sombras
2. Veneno
3. Papel y carbón
4. El viejo resina
5. La ruleta rusa
6. Insuficiente
7. Sin palabras
8. Piel de cordero
9. Vivir en el fondo
10. Ayer, hoy, por siempre
11. El hombre de las seis cuerdas
12. Todo es tan difícil
13. Pintahierros
14. Alma de plata

- Datos: Q20016178